# Harry Schell
Harry Lawrence O'Reilly Schell (Paris, 29 de junho de 1921 — Silverstone, Inglaterra, 13 de maio de 1960) foi um automobilista estadunidense.

## Biografia
Schell participou de 56 Grandes Prêmios de Fórmula 1 entre 1950 e 1960. Seu melhor resultado foi o segundo lugar na Holanda de 1958. Competiu pela Ferrari, Gordini, Vanwall, BRM e Maserati.
Faleceu durante os treinos particulares do GP da Grã-Bretanha de 1960, quando o seu carro perdeu o controle devido ao piso molhado, entrou na berma lamacenta, perdeu uma roda e capotou nas barreiras de segurança, destruindo o muro exterior do circuito, tendo morte imediata.